# Le Jardin des plantes (téléfilm)
Pour les articles homonymes, voir Le Jardin des plantes.
Le Jardin des plantes est un téléfilm français réalisé en 1994 par Philippe de Broca. Ce film fait partie d'une collaboration télévisuelle entre de Broca et Canal+ pour la réalisation de trois téléfilms.
Cette réalisation, dont de Broca est le seul scénariste, est marquée par beaucoup d'élégance et de tendresse au-delà de l'humour délicat présent tout au long de l'histoire.

## Synopsis
Lors de la Seconde Guerre mondiale, le conservateur du Jardin des plantes de Paris passe sa vie à l'abri des conflits avec les animaux et s'occupe de sa petite fille.
Chaque génération de sa famille est marquée par le sceau de le couardise : impossible pour lui de faire preuve de courage ! Mais, en sortant d'une soirée correspondant à la vie dissolue qu'il mène, le fils du conservateur va mourir, laissant sa fille seule et presque sans mère car celle-ci est une actrice vivant bien loin des responsabilités d'être mère. La petite fille va alors vivre avec son grand-père qui, de chagrin, n'ose pas dire la vérité à l'enfant.
Il maquille le portrait de son fils mort avec de la peinture pour que cette photo ait l'air d'un portrait vivant qu'il exhibe à sa petite-fille en proclamant qu'il est le « capitaine Armand », résistant qui fait sauter de nombreuses cibles allemandes.
Mais à l'occasion d'une péripétie de la guerre, le Jardin des plantes se retrouve à cacher des résistants qui ont besoin d'un appui à Paris.
Le grand-père se retrouve obligé de dire que son fils est un héros résistant et qu'il va les aider. Afin de ne pas décevoir les résistants et sa petite-fille, il va se transformer en réel héros de la Résistance en effectuant les missions dont il attribue la paternité à son fils.
Entre-temps, la petite-fille comprendra la supercherie du portrait repeint. Mais la cuisinière lui fera comprendre que son grand-père ne lui a pas menti, mais s'est menti à lui-même ne supportant pas la mort stupide de son fils. La petite-fille finira par accompagner son grand-père lors d'une de ses missions et en profitera pour faire sauter son collège.
À la fin de la guerre, son fils sera décoré à titre posthume.

## Fiche technique
- Réalisation et scénario : Philippe de Broca
- Première diffusion : Canal+, puis TF1

## Distribution
- Claude Rich : Fernand Bornard
- Salomé Stévenin : Philippine Bornard
- Samuel Labarthe : Armand
- Rose Thiéry : Jeanne
- Gert Burkard : Wenders
- Catherine Jacob : Micheline
- Cyril Montana